# Botanophila piloseta
Botanophila piloseta är en tvåvingeart som först beskrevs av Malloch 1918.  Botanophila piloseta ingår i släktet Botanophila och familjen blomsterflugor. Inga underarter finns listade i Catalogue of Life.